# Яковлев, Гавриил Иванович
Гаврии́л Ива́нович Я́ковлев (1819—1862) — русский живописец, представитель петербургского академизма николаевской эпохи, портретист и церковный декоратор. Академик Императорской Академии художеств (с 1853).

## Биография
Родился 7 (19) января 1819 года в Чухломском уезде Костромской губернии. С детства был приписан к Санкт-Петербургскому мещанскому обществу, по выходе из которого поступил приходящим учеником в Императорскую Академию художеств. Получил от Академии художеств звание свободного неклассного художника портретной живописи (1839) за портрет старика, написанный с натуры. После окончания Академии в течение нескольких лет не мог устроиться в столице и только осенью 1842 года поступил учителем рисования и черчения в Санкт-Петербургское Владимирское уездное училище. В том же году Яковлев женился на дочери купца Степанова, Анастасии Ивановне, имевшей небольшой домик в столице, и материальное положение молодого художника поправилось. Прослужив учителем четыре года, в 1846 году, по прошению, был уволен от занимаемой им должности и с этого времени на досуге усердно занялся своим искусством. Ряд работ, представленных им в совет Академии художеств, побудил последний (1852) определить Яковлева «назначенным в академики». Одновременно решено было и задать ему программу на получение звания академика, но в ноябре того же года сам Яковлев ходатайствовал о разрешении написать ему с этой целью портрет профессора Ф. А. Бруни. В начале осени следующего 1853 года заданный портрет (находился в музее Академии художеств, с 1923 года в Русском музее) был закончен, представлен в Академию и найден удовлетворяющим всем требованиям искусства, вследствие чего Яковлев получил диплом на звание академика.
В последующие за тем годы заслуживают внимания работы Яковлева по внутренней отделке собора в Санкт-Петербургском Воскресенском Новодевичьем монастыре, где он одновременно обучал монахинь живописи. Под руководством Яковлева его ученицами были написаны иконы для нового храма, отчего, по отзывам настоятельницы, соблюдена была большая экономия для монастыря, строившего собор на свои средства. В течение пяти лет Яковлев вместе с архитектором Сычёвым безвозмездно трудился над украшением монастырского храма, за что по ходатайству Санкт-Петербургского епархиального начальства, и был представлен к награде орденом Св. Станислава 3-й степени (1861).
Летом 1862 года внезапная болезнь (горячка) прервала работы художника; скончался в Санкт-Петербурге 1 (13) июля 1862 года и был погребён благодарными монахинями на кладбище Воскресенского Новодевичьего монастыря; могила утрачена.

## Галерея

Примеры работ Г. И. Яковлева
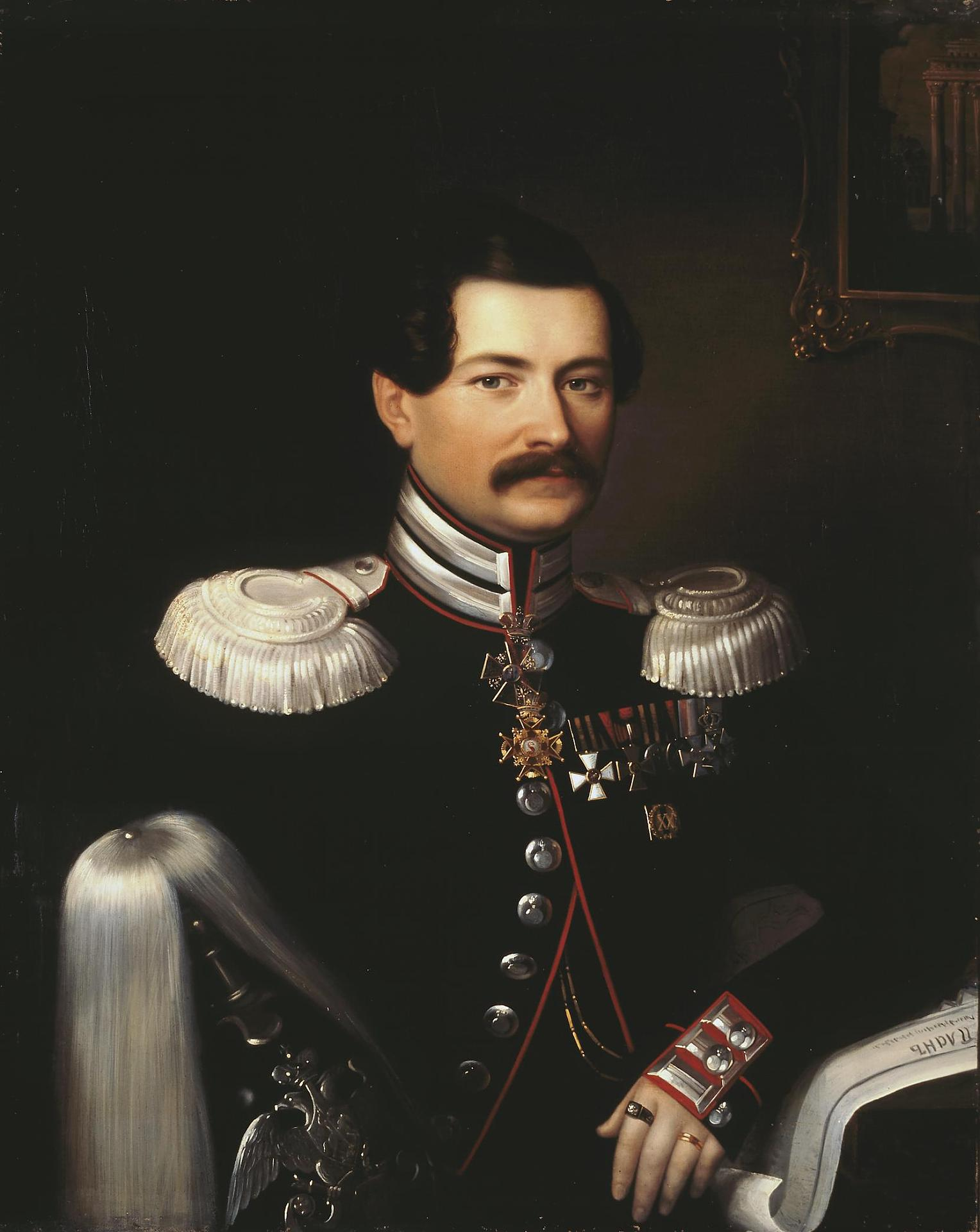
Аркадий Захарович Теляковский[4] (1848)
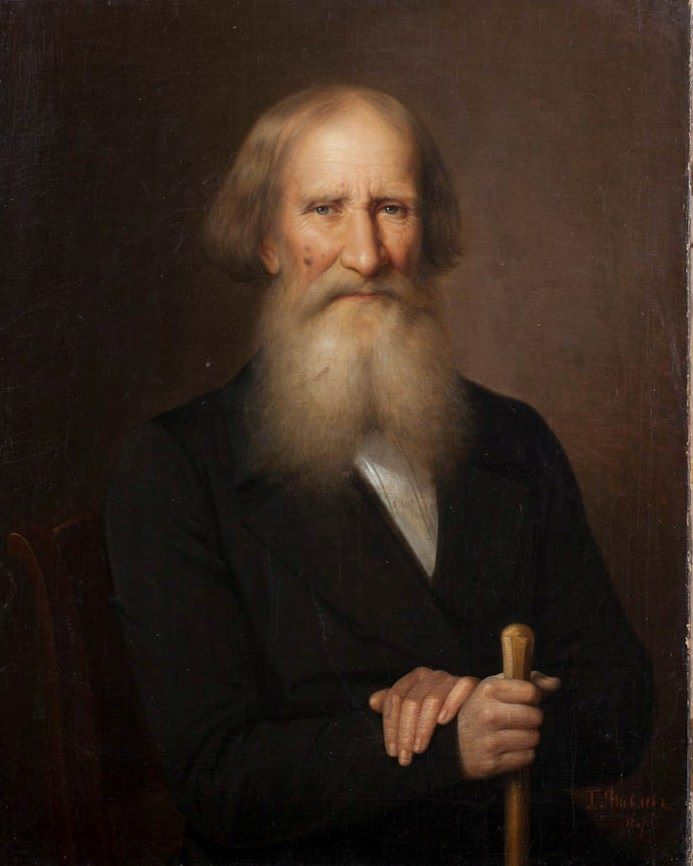
Портрет неизвестного купца с тростью (1857)
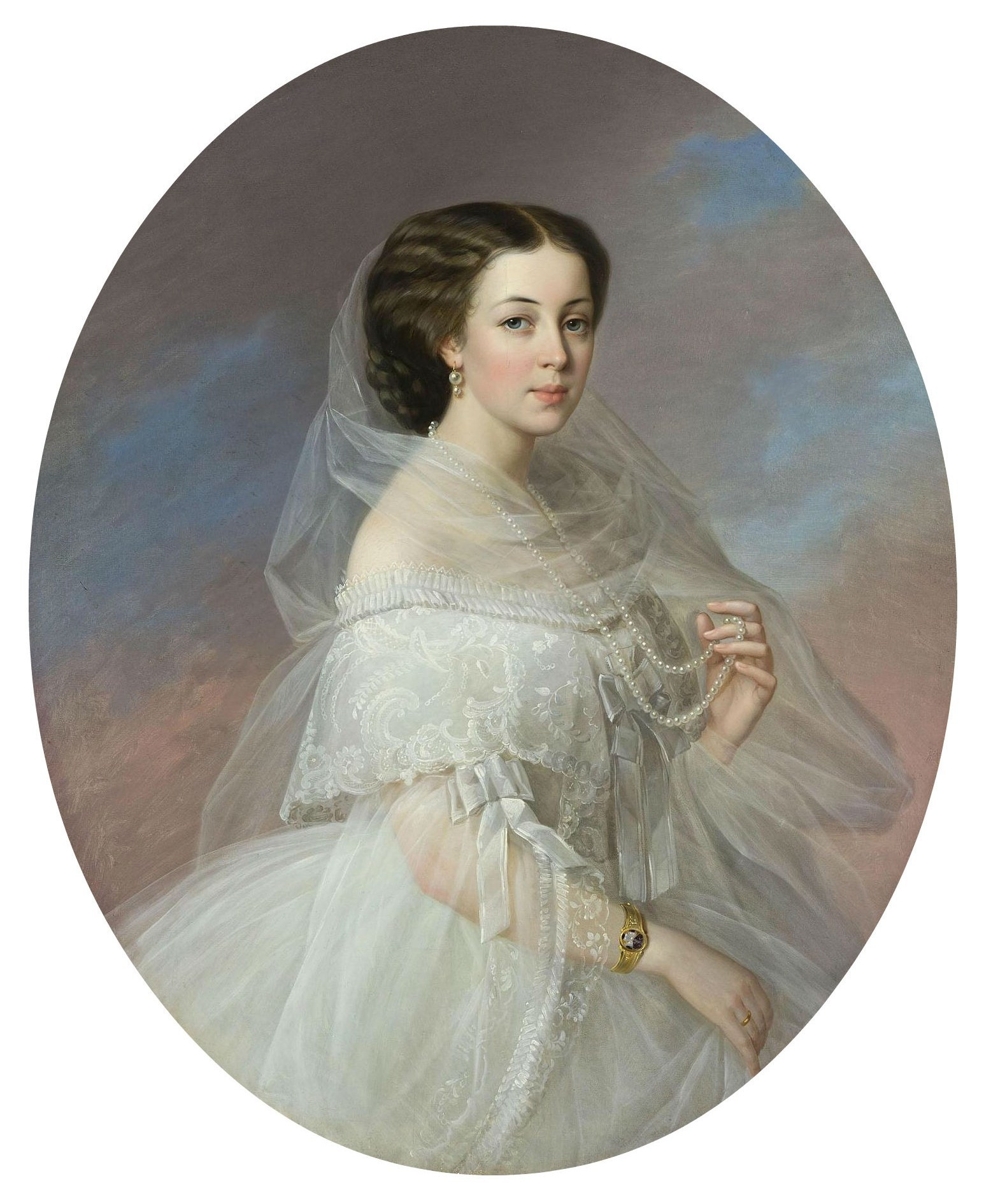
Екатерина Николаевна Волоцкая (конец 1850-х)
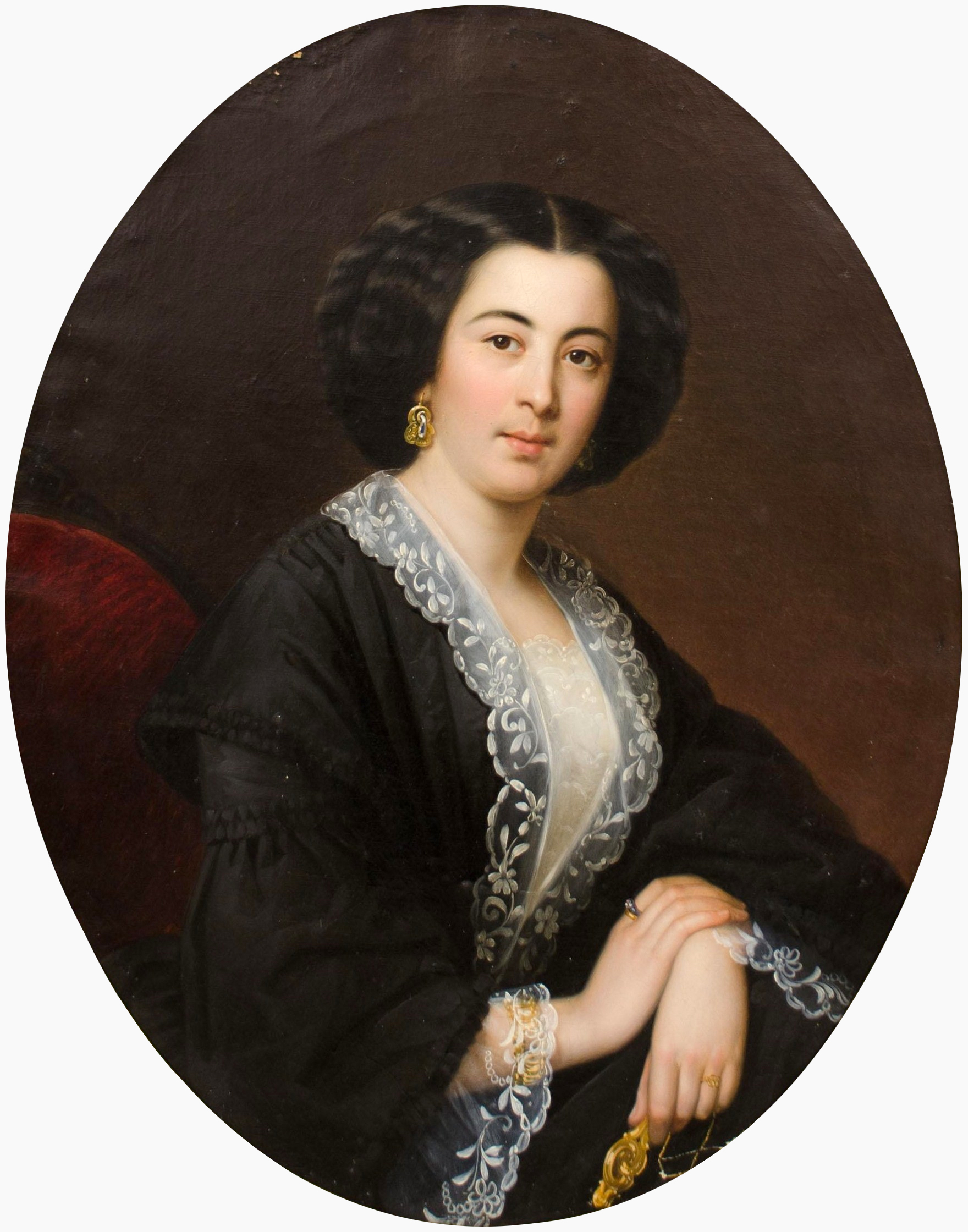
Е. Д. Барятинская (1850-е)
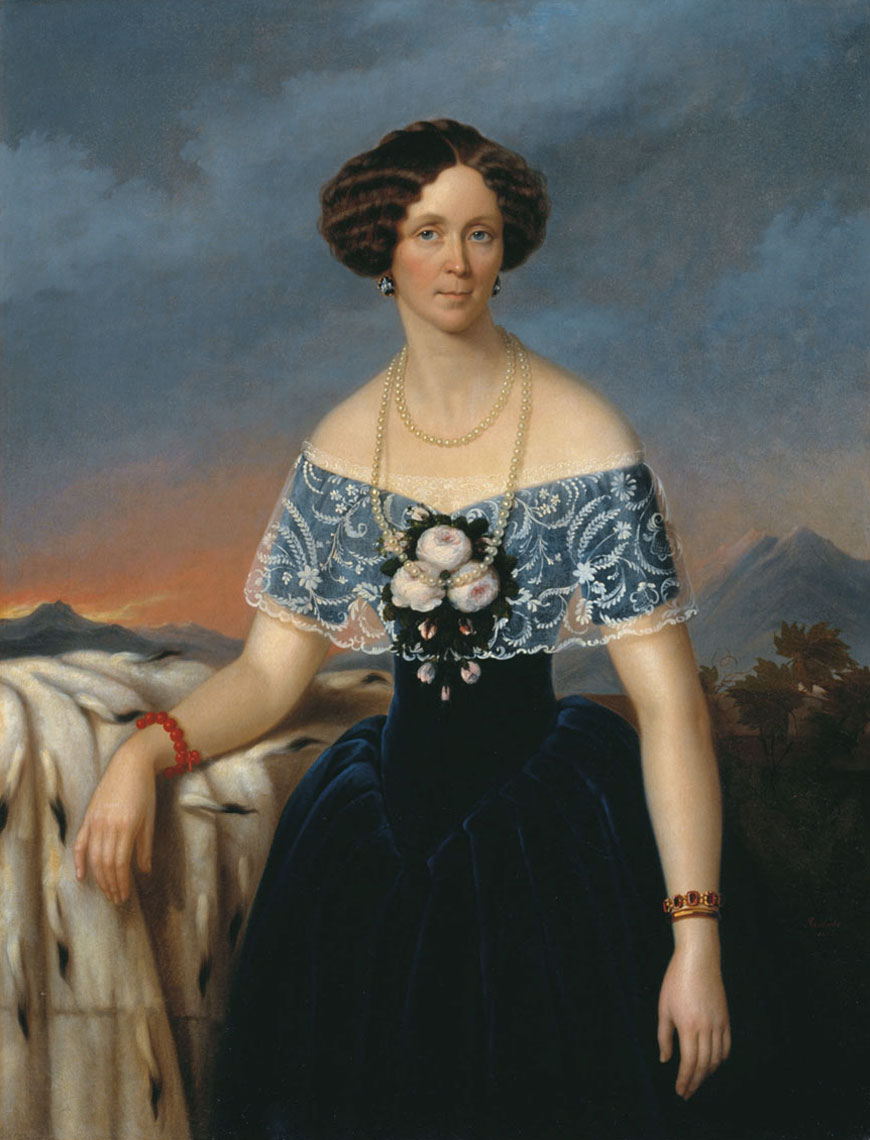
Портрет неизвестной
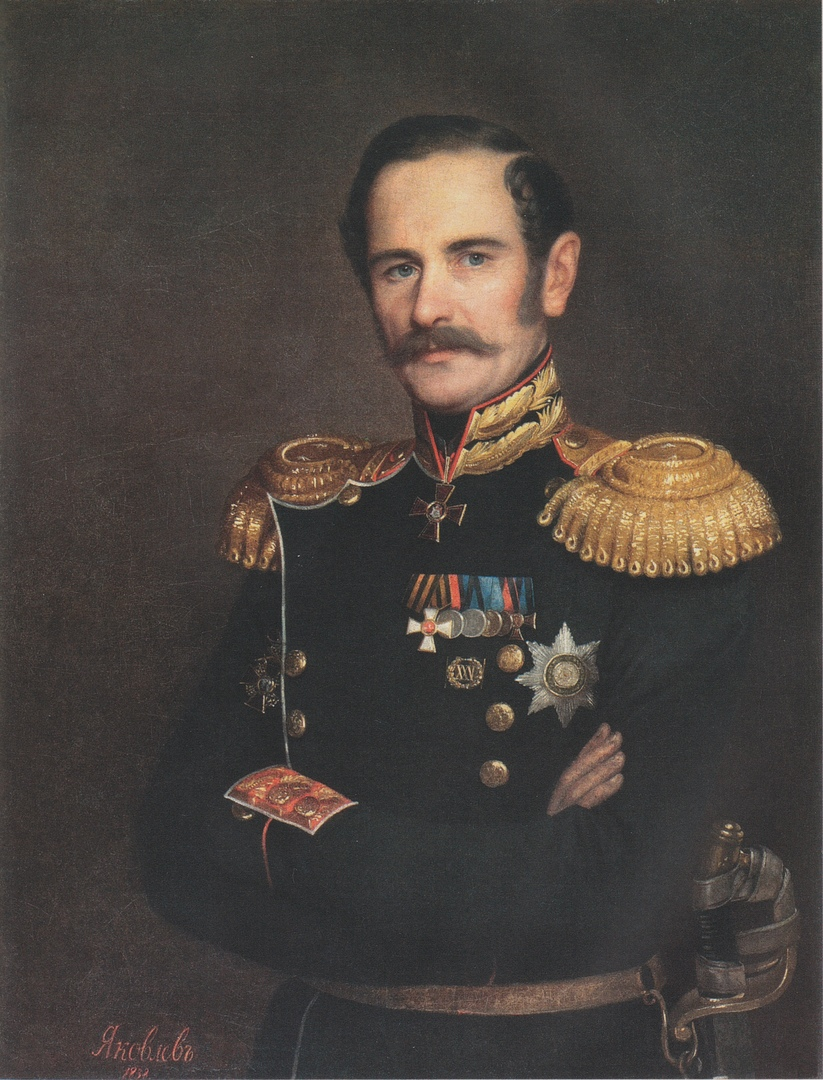
Портрет генерал-майора Якова Фомича Воропая (1858)

## Примечание
1. ↑  Кондаков, 1915, с. 235.
2. ↑  Описан в кн.: Живопись. Вторая половина XIX века : Н — Я : каталог / Гос. Рус. музей. — СПб. : Palace Editions, 2017. — С. 220. — (Государственный Русский музей. Живопись XVIII–XX века : каталог ; т. 7). — Кат. 1184. — ISBN 978-5-93332-604-5. — OCLC 41387709.
3. ↑  Дубин А. С. Новодевичье кладбище // Исторические кладбища Санкт-Петербурга / А. В. Кобак, Ю. М. Пирютко. — Изд. 2-е, дораб. и испр. — М. : Центрполиграф ; СПб. : Русская тройка — СПб, 2011. — С. 482. — ISBN 978-5-227-02688-0. — OCLC 812571864.
4. ↑  Государственный Эрмитаж.